# یک جن‌زده آمریکایی
یک جن‌زده آمریکایی (انگلیسی: An American Haunting) فیلمی در ژانر ترسناک به کارگردانی کورتنی سولومون است که در سال ۲۰۰۵ منتشر شد. از بازیگران آن می‌توان به دونالد ساترلند، سیسی اسپیسک و ورنون دوبتچف اشاره کرد.

## موضوع فیلم
این فیلم بر اساس حوادثی واقعی ساخته شده که در شهر تنسی در اوایل قرن نوزدهم میلادی اتقاق افتاده است. جایی که روح خبیث مرتباً ظاهر می‌شود و دختری نوجوان و خانواده پولدارش را آزار می‌دهد. همچنین این حوادث بر پایه شواهد تنها پرونده مستند در تاریخ آمریکا است که یک روح باعث مرگ یک انسان می‌شود.